# پاتریک سکیرا
پاتریک سِکِیرا (اسپانیایی: Patrick Sequeira‎؛ زادهٔ ۱ مارس ۱۹۹۹) بازیکن فوتبال اهل کاستاریکا است.
وی همچنین در تیم‌های ملی فوتبال زیر ۲۳ سال کاستاریکا و کاستاریکا بازی کرده‌است.